# Turtmann-Unterems
Turtmann-Unterems je obec ve švýcarském kantonu Valais, okrese Leuk. Žije zde přibližně 1 100 obyvatel.
Obec vznikla 1. ledna 2013 sloučením bývalých samostatných obcí Turtmann a Unterems.

## Obyvatelstvo
| Rok            | 2010 | 2011 | 2012 | 2013 | 2014 | 2015 | 2016 |
| Počet obyvatel | 1157 | 1139 | 1121 | 1125 | 1111 | 1117 | 1108 |